# Гаспар (Санта-Катарина)
Гаспар (порт. Gaspar)  —  муниципалитет в Бразилии, входит в штат Санта-Катарина. Составная часть мезорегиона Вали-ду-Итажаи. Находится в составе крупной городской агломерации Агломерация Вали-ду-Итажаи. Входит в экономико-статистический  микрорегион Блуменау. Население составляет 52 428 человек на 2007 год. Занимает площадь 386,354 км². Плотность населения — 135,7 чел./км².

## История
Город основан 18 марта 1934 года.

## Статистика
- Валовой внутренний продукт на 2004 составляет 648.033.000,00 реалов (данные: Бразильский институт географии и статистики).
- Валовой внутренний продукт на душу населения на 2004 составляет 12.472,00 реалов (данные: Бразильский институт географии и статистики).
- Индекс развития человеческого потенциала на 2000 составляет 0,832 (данные: Программа развития ООН).

## География
Климат местности: субтропический.